# Ofakim
Ofakim (în ebraică:אופקים însemnând „Orizonturi”) este un oraș în Israel, Districtul de Sud, aflat la 24 kilometri  nord-vest de Beer Sheva, în zona de stepă din nordul deșertului Neghev. El a primit statutul de oraș în anul 1995.
În februarie 2024 a numărat 36.956 locuitori. Zona din jurul orașului este cultivată cu ajutorul irigațiilor.
Ofakim a fost inființat în 1955, primii săi locuitori fiind evrei arabofoni și francofoni veniți din Maroc și Tunisia. Mai târziu li s-au alăturat imigranți evrei din Iran, Egipt, India, România, Etiopia și din fosta Uniune Sovietică.  
Localitatea se numără printre așa-numitele orășele de dezvoltare din Israel, având un procent mai ridicat de familii nevoiașe, care primesc ajutoare sociale. De la întemeiere s-a lovit Ofakim de probleme sociale și economice legate, între altele, de depărtarea de centrul țării. 
În mod oficial Ofakim aparține zonei din jurul metropolei Neghevului, Beer Sheva, în care lucrează mulți din locuitorii săi.În scopul îmbunătățirii comunicației cu restul Israelului a fost construită calea ferată Ashkelon-Beer Sheva care leagă Beer Sheva de Ofakim, Netivot, Sderot și Ashkelon.
Un timp, primarul orașului a fost Tzvika Gringold, erou din Războiul de Iom Kipur. 
La 3 kilometri sud de Ofakim se află baza militară aviatică Hatzerim cu Academia aviației militare și Muzeul forțelor aeriene ale Israelului.

## Poziție geografică
Ofakim se află în bazinul de drenaj al wadiului Grar din ținutul Besor în nord-vestul deșertului Neghev, lângă șoseaua Merhavim sau 241, construită de britanici între Fâșia Gaza și Beer Sheva (cunoscută în 1946 ca Șoseaua foamei, din cauza secetei grele care a lovit triburile de beduini din zonă), la vest de wadi Futais (Patish), 4 kilometri de joncțiunea Ghilat,24 kilometri vest de Beer Sheva.

## Istorie

### Fortul Patiș
La începutul secolului al XX-lea în zonă a existat un cătun de beduini arabi numit Khirbat Futais (Ruinele Futais - خربة فطيس ) populat de membri ai clanului Al Qadirat din tribul Al Tiyaha. În apropiere curge un pârâu sezonier (wadi) numit Wadi Futais care se varsă în Wadi Gaza.Cătunul era constituit din câteva căsuțe de chirpici, iar locuitorii beduini cultivau grâu, orz și meloni si creșteau ovine și caprine. Cătunul era așezat pe drumul principal dintre Gaza și Bir as-Seba (Beer Sheva), având o poziție strategică. Din cauza deselor conflicte dintre triburile de beduini, în 1894 autoritățile otomane au construit aici un fort militar numit Patiș (în arabă Futais). În mijlocul lunii iulie 1948 in cursul Operațiunii An-Far (anti-Faruk) din Războiul de Independență al Israelului în cursul luptelor israelo-egiptene, așezarea a căzut în mâinile armatei israeliene, iar beduinii au fugit la Al-Muharraqa, de unde s-au refugiat în Fâșia Gaza, rămasă sub controlul Egiptului.

### Ofakim - primii ani
În 1955 a fost întemeiat Ofakim ca centru urban pentru comunitățile rurale din aria din apropierea fostului fort otoman și pe locul cătunului Khirbat Futais. Primii săi locuitori au fost imigranți evrei din Maroc și Tunisia. La început localitatea a numărat 600 locuitori. Ei au trăit la inceput într-o tabără (maabara) numită Imara , în barăci temporare de tinichea si asbest, ulterior în căsuțe permanente și au lucrat în construcții. La sfârșitul anului 1956, în urma Crizei Suezului, când Egiptul a procedat la expulzarea minoritătilor etnice, au sosit la Ofakim 150 familii de evrei egipteni, inclusiv karaiți. În 1957 numărul locuitorilor, care trăiau a ajuns la 2500. Ei locuiau în două maabarot: una în actuala zonă industrială, iar cealaltă la vest de actualul centru (străzile Kibut Galuyot și Golomb). În următorii ani li s-au alăturat 170 familii de evrei din Iran, precum și evrei din India și România. La început Ofakim facea parte din zona Consiliului regional Merhavim În 1958 localitatea a primit statutul de consiliu local separat. .
În 1959 locuitorii erau în număr de 5000, 60% originari din Africa de nord (majoritatea din Maroc) , 15% din Egipt, 15% din Iran, 10 % din India , Europa și locuitori veterani. În afara construcțiilor, unii dintre ei au lucrat în agricultură în moșavurile din împrejurime și în munci fizice ocazionale , de exemplu la sădit pe plantațiile de agave care furnizau materie primă industriei frânghiilor.

### Anii 1960-1980
Prima întreprindere din localitate, de șlefuire a diamantelor, a fost înființată la sfârșitul anilor 1950 și a avut 50 de angajați. În 1959 s-au înființat două întreprinderi textile cu un total de 500 de angajați, una dintre ele Of-Ar, creată de investitori din Argentina. În anii 1950-1980 au fost asfaltate șosele și străzi, s-a creat un parc public și au fost deschise școli publice laice și religioase, precum și două cinematografe:în 1959 - „Kohav” (Steaua) în centrul orășelului, iar in 1970 „Merhavim” (Spații) la intrarea în localitate.
La sfârșitul anilor 1970, portivit hotărârii guvernului Menachem Beghin, orășelul a acordat azil unui grup de refugiați vietnamezi din sudul Vietnamului, care au naufragiat în mare cu o barcă. 
În 1984 hasidimii Habad au întemeiat Casa Habad (Beit Habad), care a creat o cantină pentru nevoiași și mai multe școli cu profil iudaic ortodox care au integrat mai târziu imigranți din fosta Uniune Sovietică.

### Anii 1990-2015
În anii 1990 s-au stabilit în Ofakim  circa 10.000-12.000 imigranți din spațiul fostei Uniuni Sovietice, ceea ce a dublat populația la 24.000 locuitori.De asemenea au sosit imigranți din Etiopia. În 1995 guvernul a recunoscut localității statutul de oraș. În 1997 a luat ființă „nucleul” ultrareligios Afikei Orot (Orizonturile Luminilor). 
În oraș s-au instalat și circa o mie de evrei ultraortodocși (harediți), majoritatea din Statele Unite. 
În urma crizei din ramura textilă, a închiderii intreprinderilor textile Uman și ale altora  și a valului de imigranți în oraș, a crescut mult procentul de șomeri, iar nivelul salariilor a fost din cele mai joase din Israel.
Ofakim funcționează ca centru urban pentru așezările din jur din Consiliul regional Merhavim si Consiliul regional Eshkol de la frontiera cu Fâșia Gaza.
Datorita proximității cu Fâșia Gaza, orasul a fost ținta unor atacuri cu rachete ale organizațiilor de teroare islamistă Hamas și Jihad Islami care controlează Fâșia.În decembrie 2008, Ofakim fost prima dată lovit de o rachetă trasă din Fâșia Gaza.

### După 2015
În al doilea deceniu al secolului al XXI-lea  s-au construi mii de noi unități locative și s-a construit un Centru al tineretului incluzând o cafenea si un cinematograf. În ianuarie 2016 s-a inaugurat gara feroviară, stațiune pe linia de cale ferată Beer Sheva-Ashkelon.   
În 2017 a fost inițiat un proiect de construcții de clădiri înalte de până la 13 etaje și de case familiale - cartierul parcului dintre Nahal Ofakim și cartierul Shapira, de asemenea cartierul Hurshá la est de zona industrială și la nord de Khirbet Futais, precum și la sud de gară și de Wadi Futais. 
În oraș funcționează un sat studențesc al asociației Ayalim, al voluntarilor din organizația Tzameret și din programul Kadima, de asemenea un nucleu de soldați în cadrul proiectului Am vaaretz (Popor și țară) din partea seminarului Ein Prat și a seminarului premilitar Ofakim lemadá (Ofakim pentru știință) din partea Institutului Davidson de educație științifică.
La 7 octombrie 2023 în ziua de sărbătoare evreiască Simhat Tora, regimul islamist palestinian Hamas din Fâșia Gaza vecină a lansat un vast atac surpriză numit „Potopul Al Aksa” asupra Israelului, care a dus la izbucnirea războiului (numit in Israel Săbiile de fier) dintre Israel și Fâșia Gaza.
În cursul atacului din 7 octombrie circa 15 teroriști palestineni din organizația Hamas au pătruns în Ofakim, la 26 kilometri depărtare de graniță, cu două furgonete încărcate cu o mare cantitate de arme și muniții și au omorât 50 de locuitori și polițiști din localitate și din împrejurimi. Zeci de cetățeni din oraș și polițiști, între care și deputatul din Knesset Almog Cohen (din partidul Puterea evreiască) s-au luptat cu teroriștii și au reușit să împiedice un masacru de și mai mari dimensiuni. Între cei căzuți în lupta cu teroriștii s-a numărat colonelul de poliție Jayar Davidov. Cinci teroriști au pus stăpânire pe o casă și au luat ca ostatici o pereche de doi locatari vârstnici (Rachel Edri și soțul ei). După 19 ore de negocieri teroriștii au fost lichidați de o unitate specială a poliției, iar cei doi ostatici au fost eliberați .
Circa 1.330 locuitori s-au evacuat din localitate după 7 octombrie 2023 în hoteluri la Marea Moartă și în alte locuri.
Ofakim a fost localitatea cea mai îndepărtată de graniță la care au ajuns teroriștii din Hamas la 7 octombrie 2023.
(următoarea ca distanță fiind Tzeelim)

## Demografie

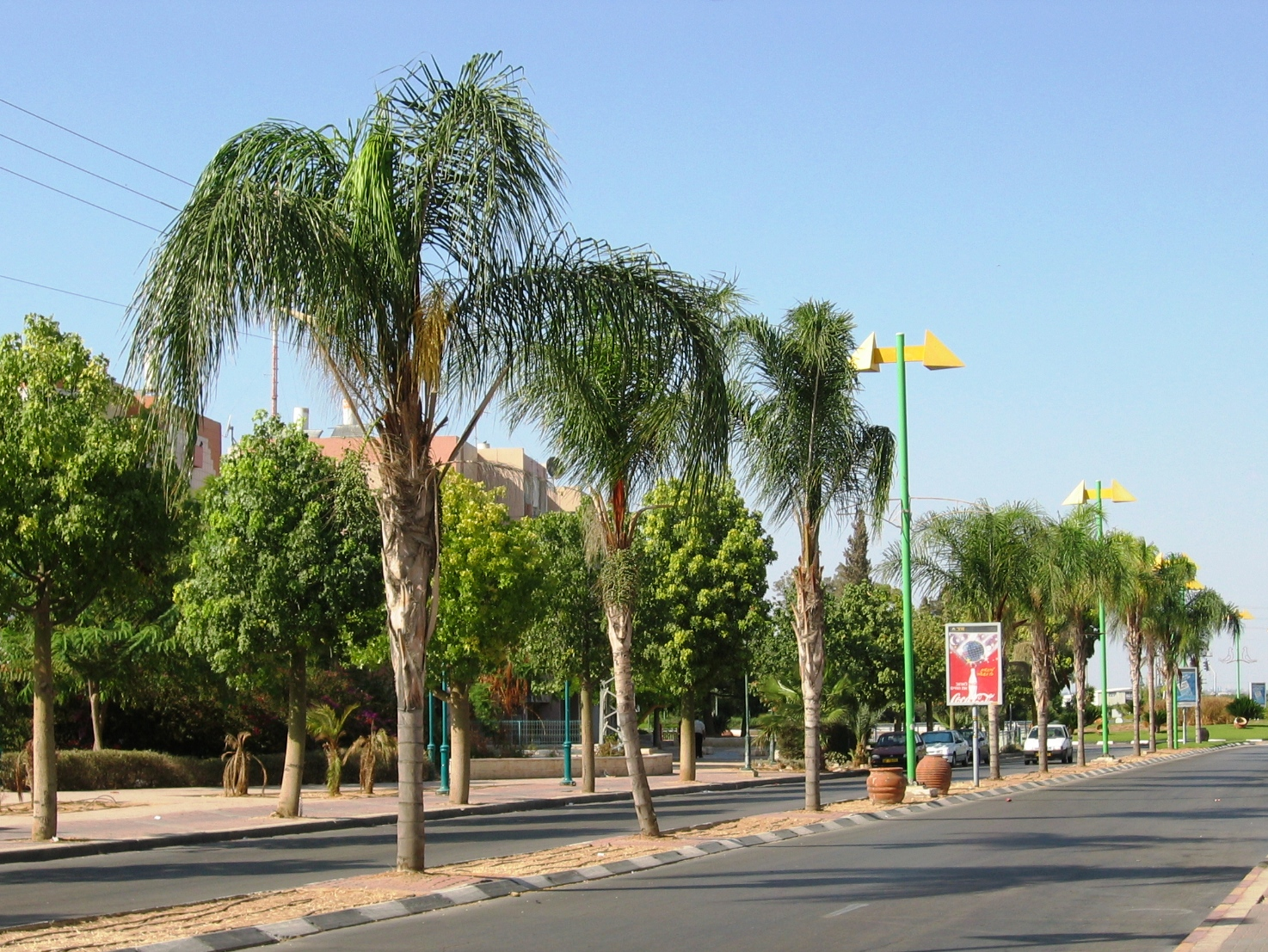
Strada centrală - bulevardul Herzl din Ofakim

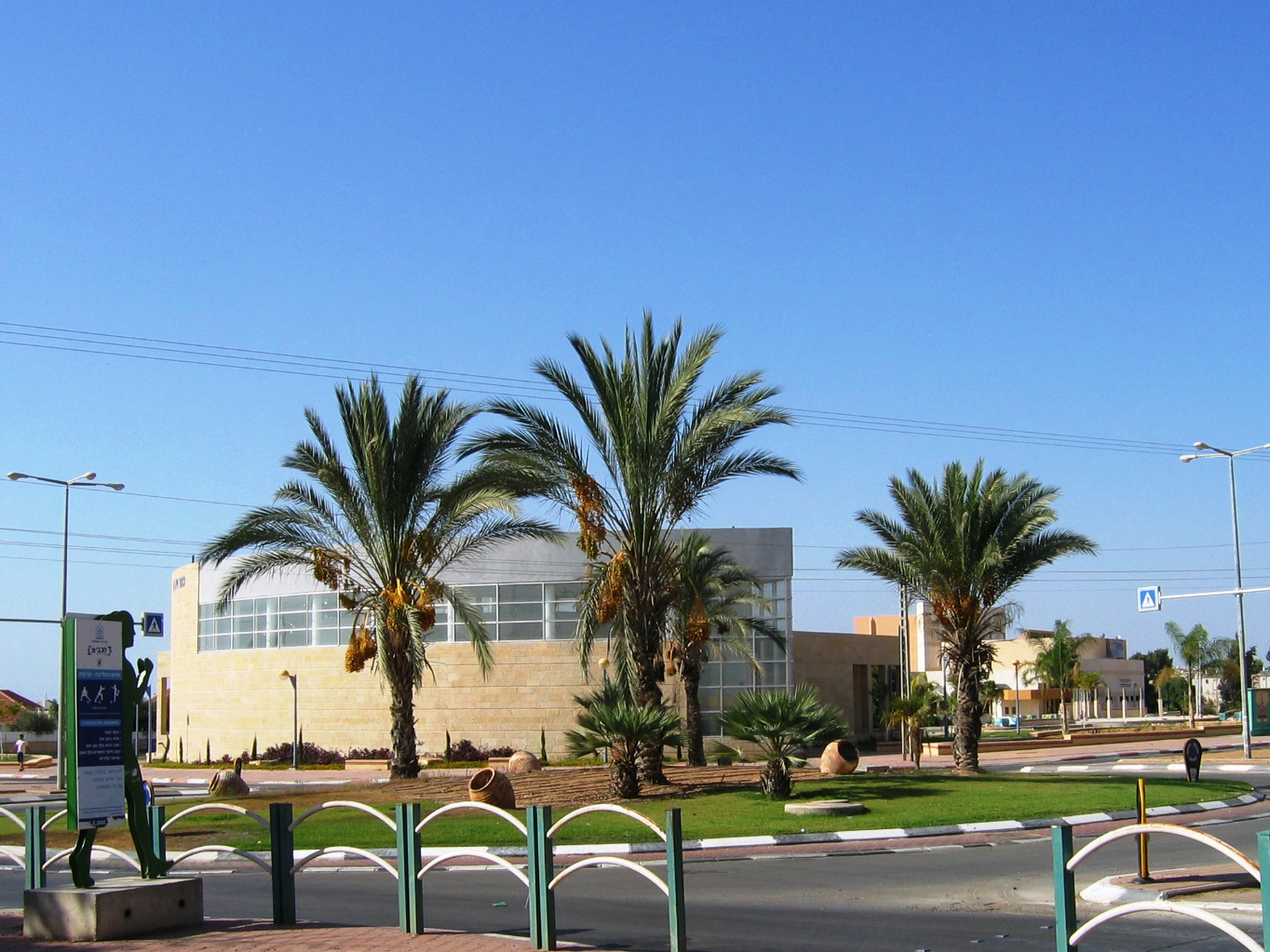
Biblioteca publică din Ofakim

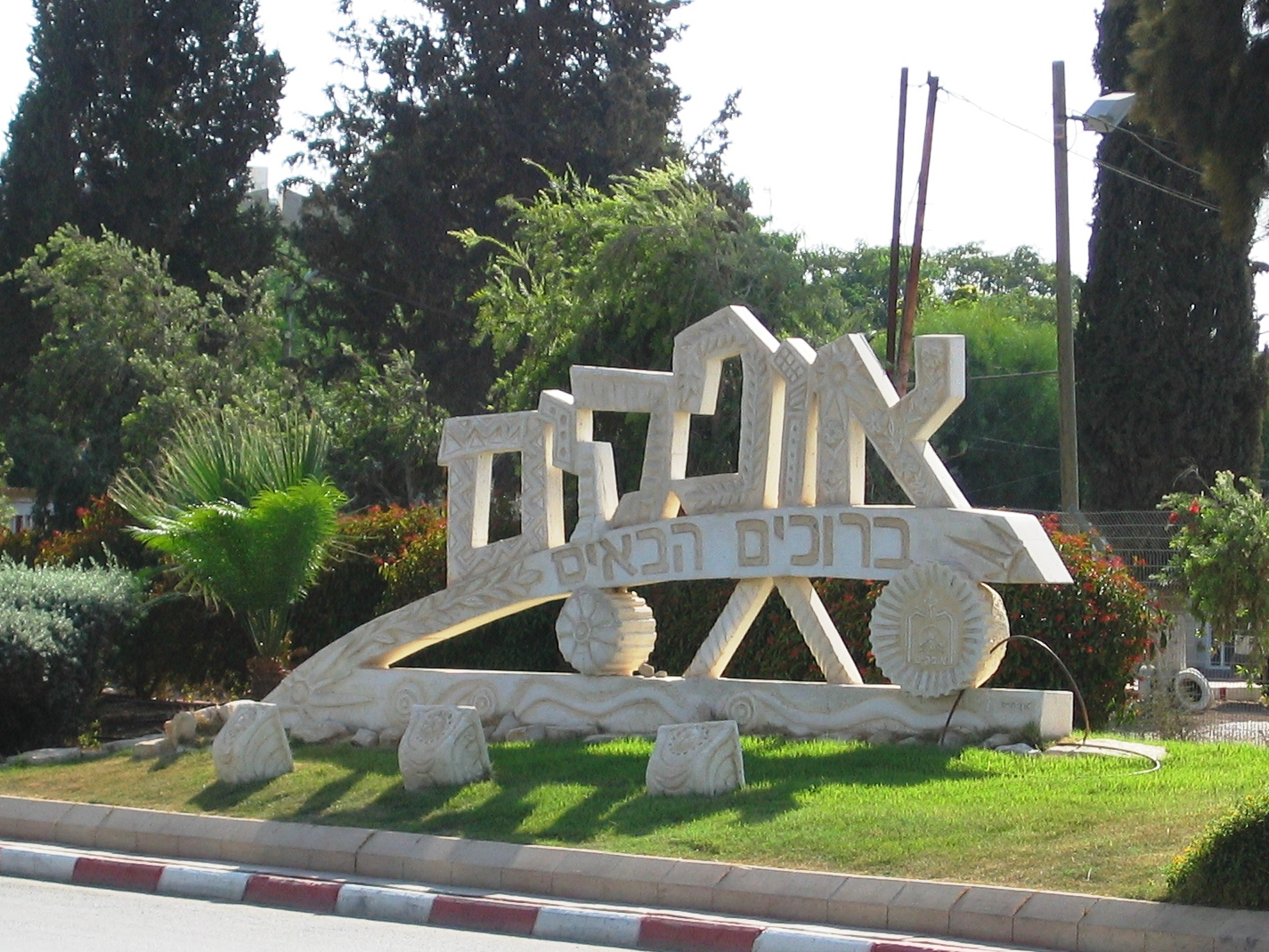
Intrarea în oraș

După datele Oficiului central de statistică al Israelului la sfârșitul anului 2023 numărul locuitorilor orașului este evaluat la 36.487 locuitori (pe locul 62 între localitățile din Israel). Populația a crescut într-un ritm anual de 4.5%. În anul 2022-2023 procentul elevilor din clasa a -XII-a având dreptul la diplomă de bacalaureat a fost 53.6%. Salariul lunar mediu a fost de 6462 shekalim (față de media pe țară - 9745 shekalim). 
Creșterea populației în cursul anilor:

## Economie
În 2013 circa 40% din locuitorii din Ofakim lucrau în oraș.  Exista circa 20 de fabrici pe o arie de 200 hectare. Unii locuitori lucreaza și în  high tech.

## Transporturi

### Trenuri
În 2015 s-a deschis gara feroviară, stațiune pe linia feroviară Ashkelon-Beer Sheva. 

### Autobuze
Compania Dan Badarom acționează cinci linii interne de autobuze care pleacă din gara feroviară, de asemenea o linie de microbuse rutiere interne si interurbane care leaga localitatea de Beer Sheva, Tifrah, Consiliul regional Eshkol, Lehavim, Ashkelon și Ashdod.
Compania Galim acționează linii de autobuze spre Ierusalim și Bnei Brak, iar compania Metropolin  are linii de autobuze spre Tel Aviv, Rehovot și Dimona. 
De weekend și sărbători  companiile Dan Badarom și Kavim actioneaza linii de autobuze spre centre evreiești ultraortodoxe -Betar Ilit, Modiyin Ilit, Elad si Beit Shemesh.

## Învățământ
Orașul posedă 40 de grădinițe de copii, 13 școli elementare in care învață 3.079 elevi, opt școli medii, cu 1.625 elevi.

## Sport
În Ofakim se află unul din cele 14 centre de tenis din Israel,care a fost inaugurat în 1990.
De asemenea există un stadion de fotbal.

## Obiective de interes

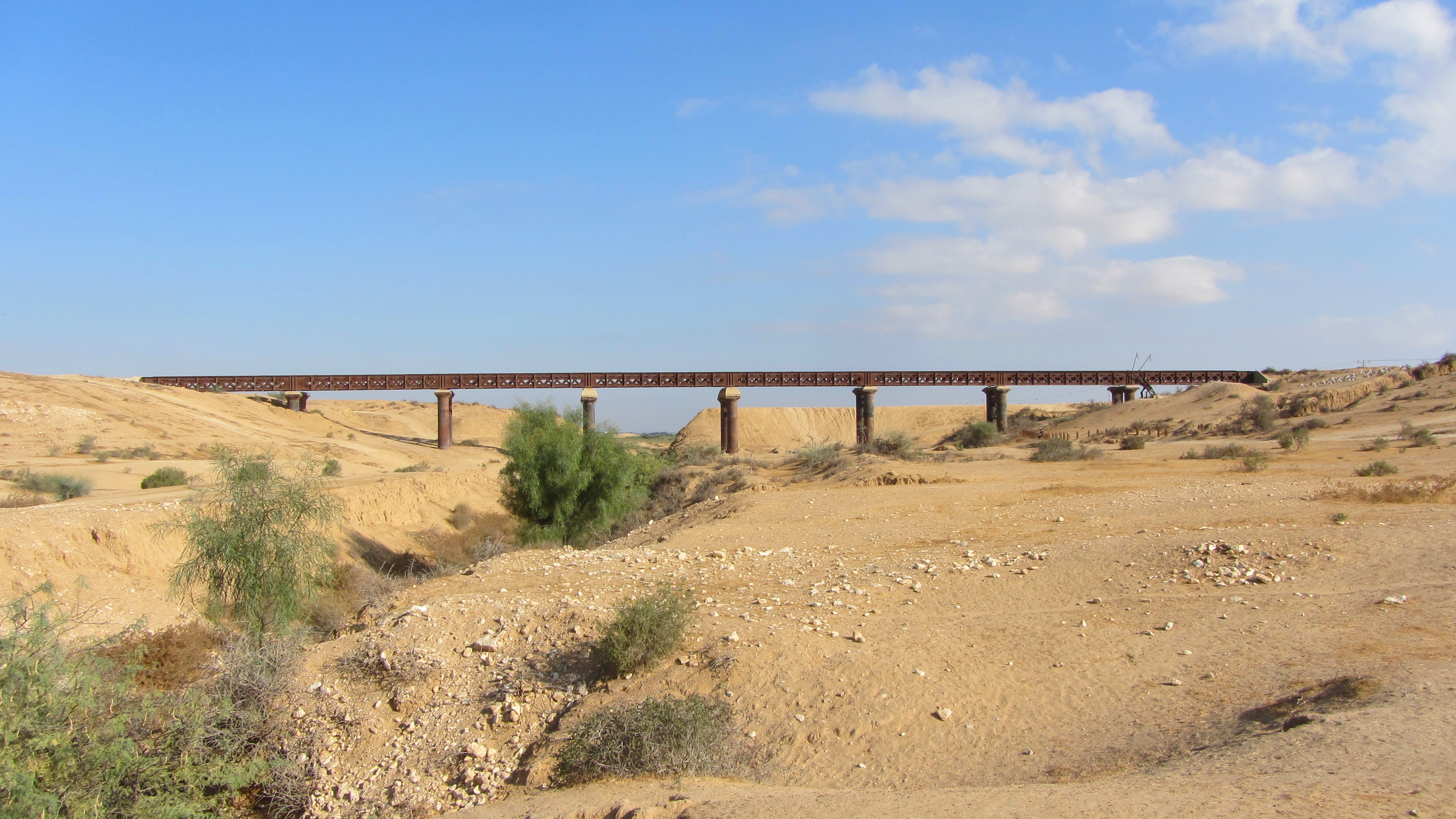
Podul feroviar britanic peste Nahal Ofakim, în Parcul Sayeret Shaked

- Parcul Ofakim - în estul localității, în pădurea Ofakim (care are o arie de 50 hectare), inclusiv un crâng de copaci Tamarix aphylla. În parc se află și o grotă, Al Jarir, rezervor antic de apă, cu o carieră veche de piatră, din care s-au luat pietrele pentru zidirea fortului otoman Patiș, aflat în estul parcului.
- Fortul Fatiș sau Patiș - sau Kalaat Futais - construcție otomană din 1894, a servit activități de poliție și mediere în conflictele dintre triburi și clanuri beduine
- Parcul Sayeret Shaked, de 600 ha, la 3 kilometri sud de oraș, cu pârâul Ofakim, monumentul eroilor din comandoul Shaked, dizolvat în 1979, și un pod de cale ferată de 130  metri construit în timpul mandatului britanic
- Khirbet Manukh - sit arheologic, ruine din perioada israelită, elenistică și bizantină, fântâna Manoah
- Single Ofakim - traseu circular de biciclete - traversează pârâul Ofakim, pârâul Patiș, Shimria și pârâul Grar- construit de asociația comunitară Ahuzat Neghev și Fondul Național Evreiesc KKL
- Sinagoga Or Hatorá - sinagogă construită în 1973 de către imigranți din Tunisia, copie după Sinagoga antică Al Ghriba din insula Jerba în Tunisia
- Parc acvatic în Country Club - 0.7 ha, inaugurat în vara 2023

## Evenimente culturale
- în aprilie - Festivalul Medarom (Din sud) - din 2010 - spectacole, proiecte artistice, excursii, evenimente de stradă, etc

## Localități înfrățite
- Sucy-en-Brie - 1987

## Ofakim în media artistică
- Bat Shahar Garfunkel - Neeman la makor:maafimvesipurim shel ir mipi toshavot vetoshavey Ofakim,(Fidelă originalului:patiserii și povestiri ale locuitoarelor și locuitorilor din Ofakim) Pardes , 2016

נאמן למקור: מאפים וסיפורים של עיר מפי תושבות ותושבי אופקים
- 2006 - Orașul este locul unde se petrece acțiunea filmului artistic Ghiborim ktanim (Mici eroi) în regia lui Itay Levi

## Personalități
- Rahel Edri  (n.1959) - locuitoare din Ofakim, care în timpul masacrului din 7 octombrie 2023, a salvat viața soțului și a ei înseși
- Serghei A. Gredescul  (1942-2023) - fizician sovietic ucrainean și israelian
- Victoria M.Gredescul - matematiciană rusă și israeliană
- Haim Hacohen Kamil - rabin, conducător de ieșivă ultraortodoxă din curentul "lituanian", născut în Polonia
- Shimshon Pincus, rabin ultraortodox, originar din Statele Unite
- Irina Pundik - violoncelistă
- Oren Smadja  (n.1970) - judoka israelian
- ing.Robert Tiviaev (n.1961) - politician , deputat în Knesset (Kadima)

## Galerie

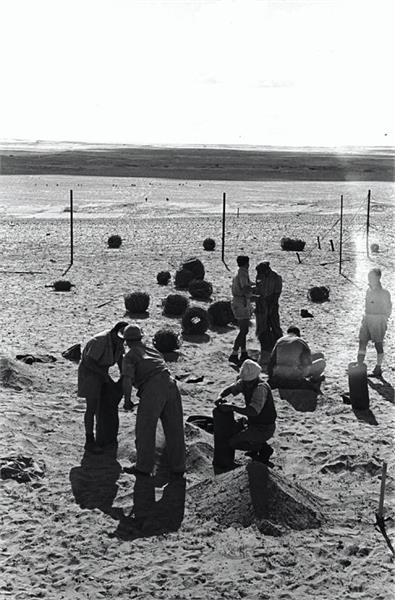
Instalarea gardului de sârmă în jurul noii localități din Neghev, Ofakim
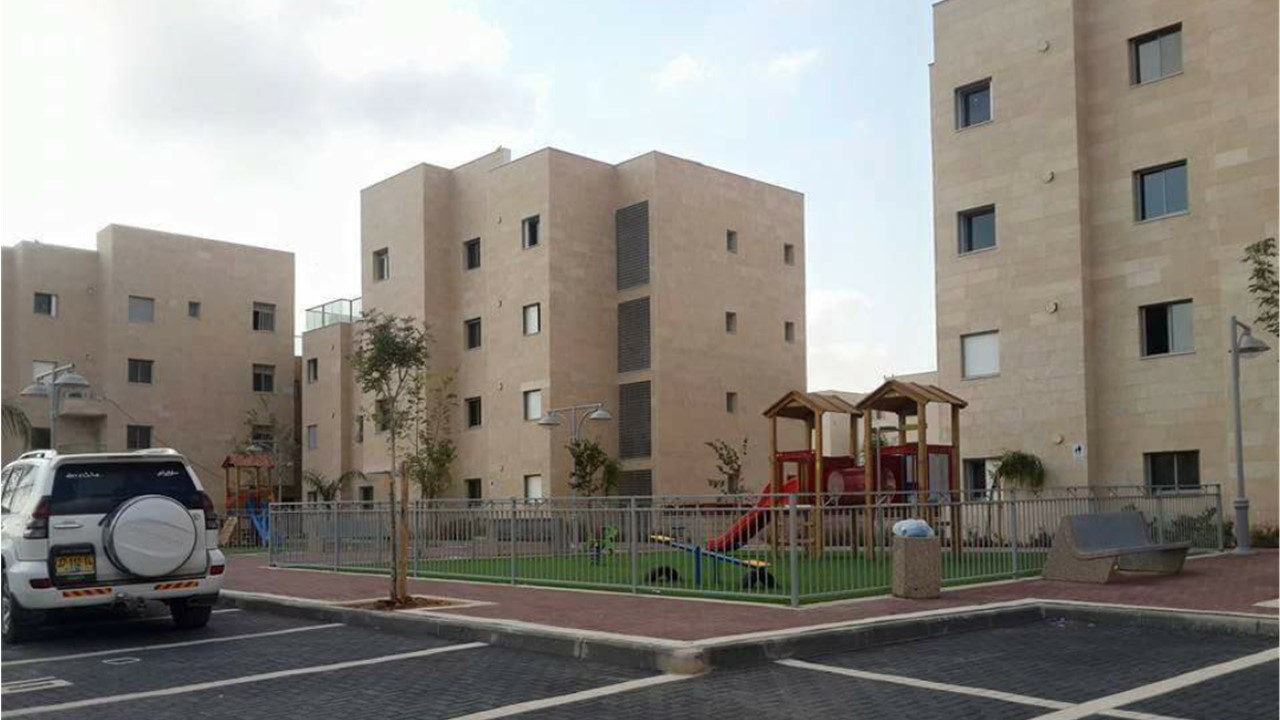
Cartierul Ramat Shaked, partea de est
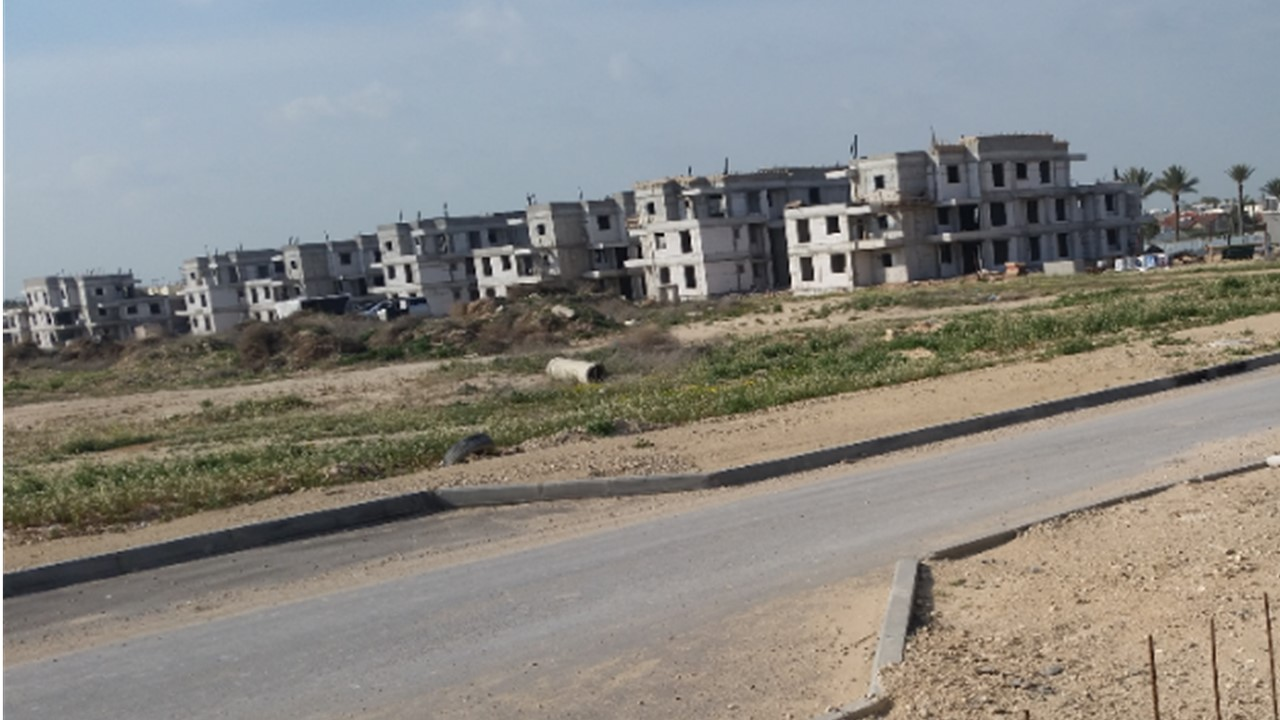
Nordul cartierului Ramat Shaked - în construcție
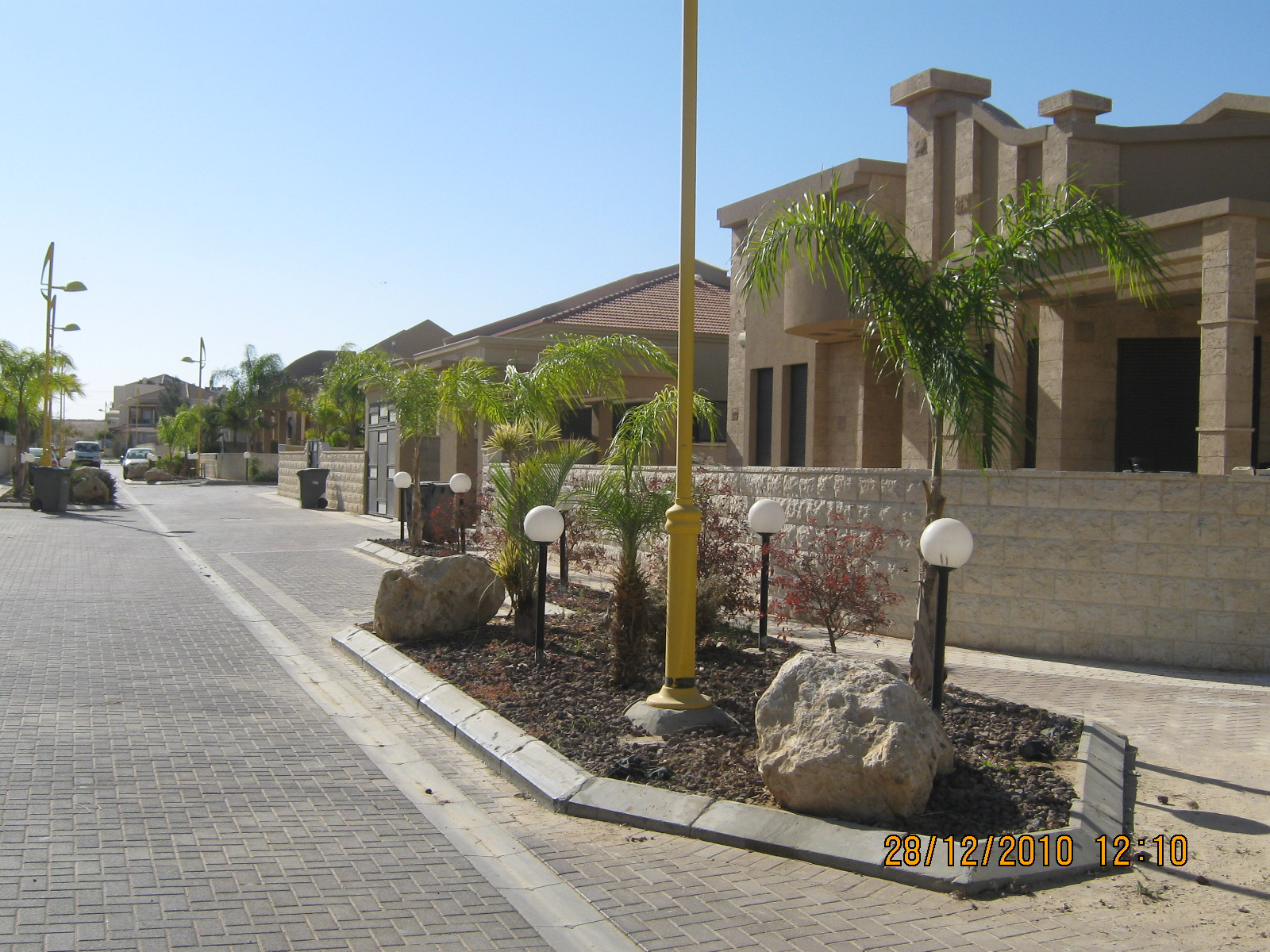
Cartierul Shapira
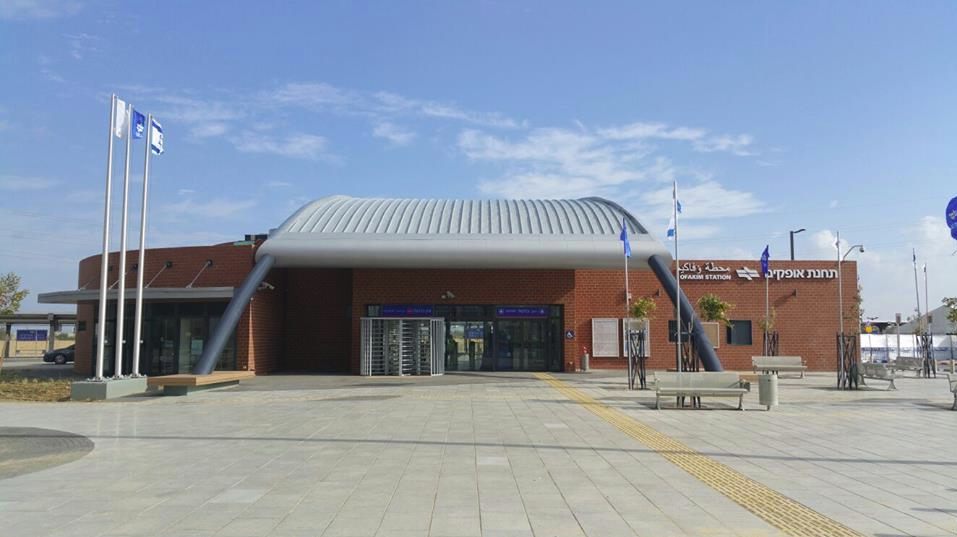
Gara feroviară Ofakim
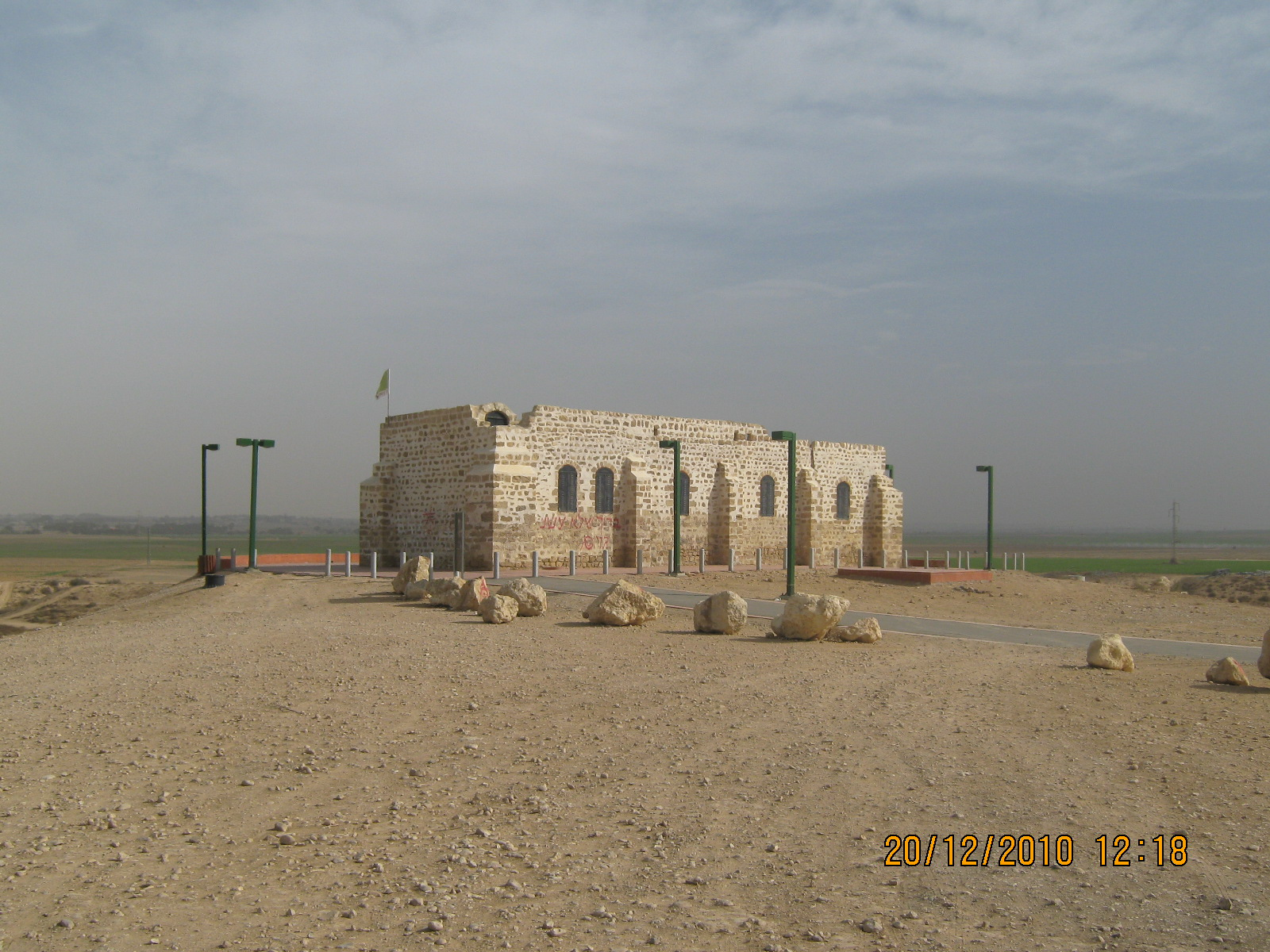
Fortul otoman
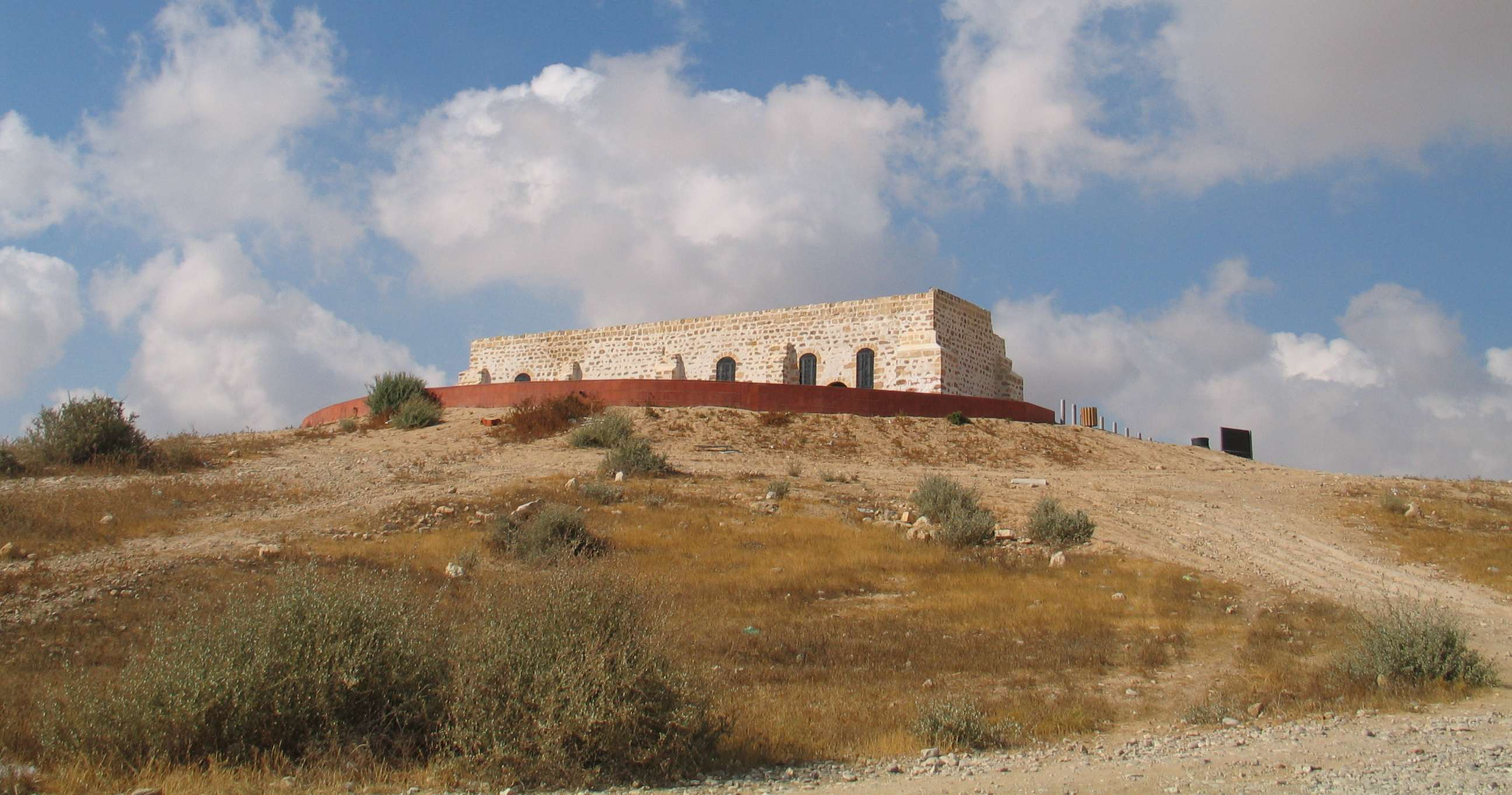
Fortul otoman
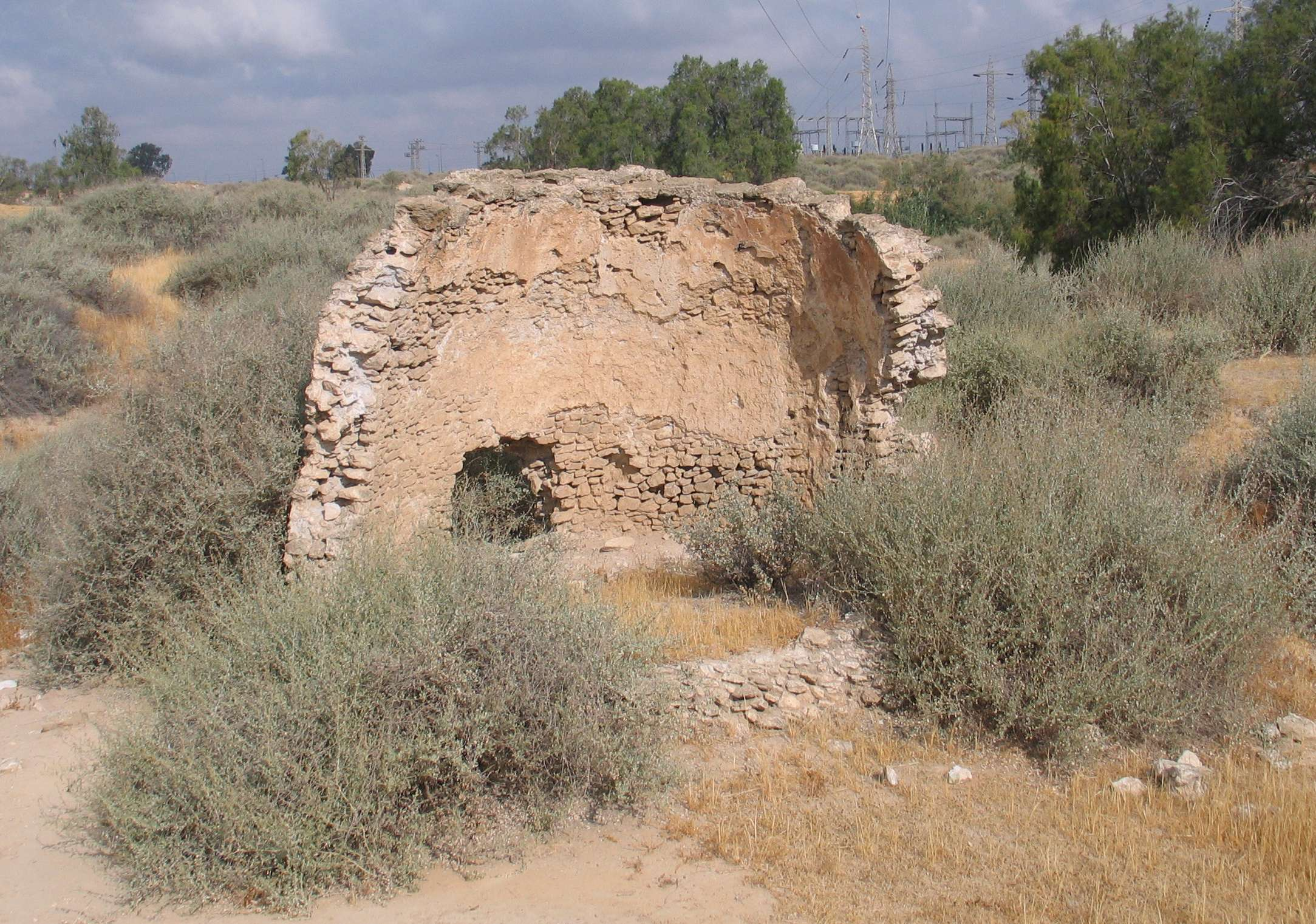
Ruine la Ofakim
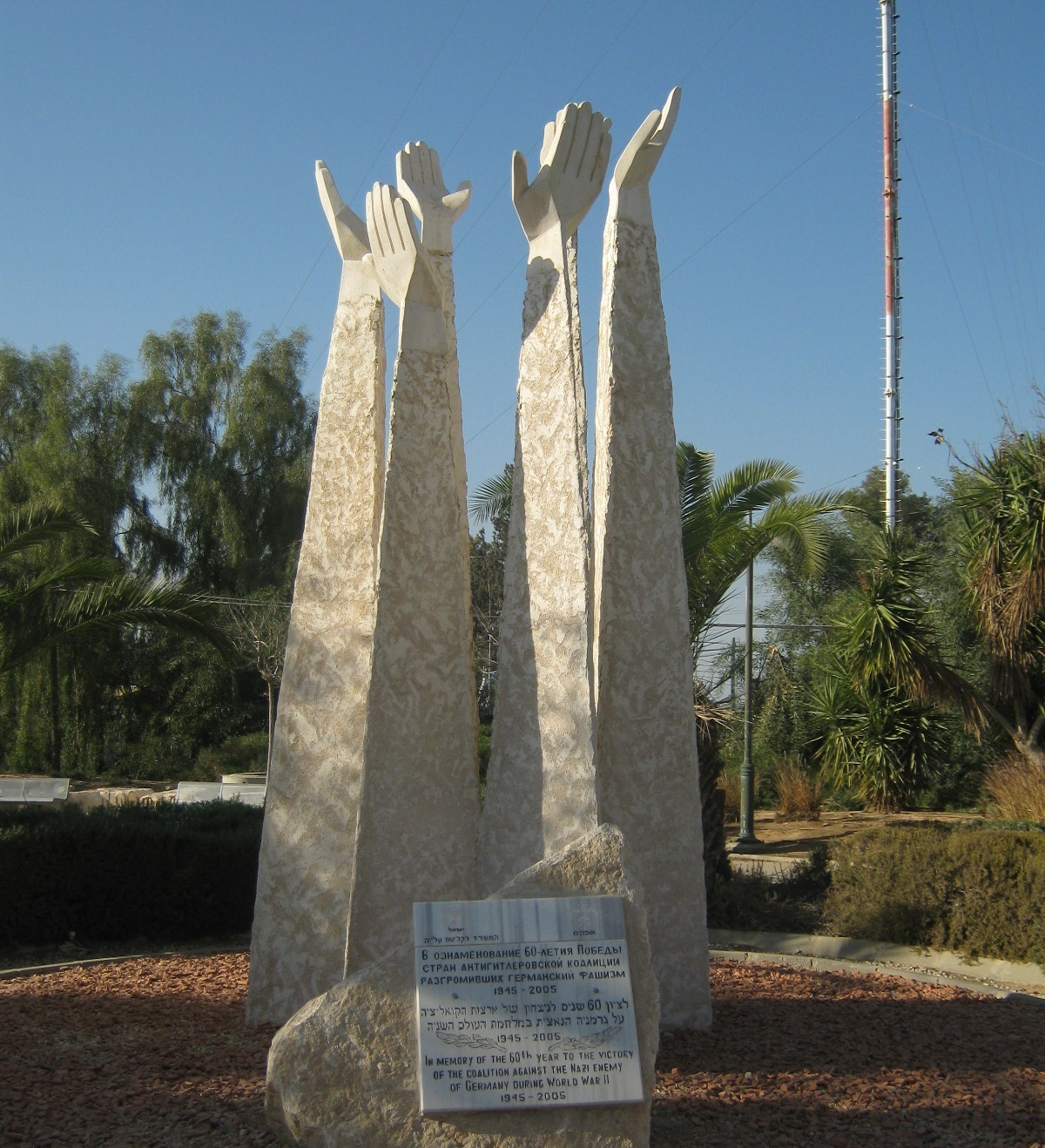
Monumentul victoriei asupra Germaniei naziste
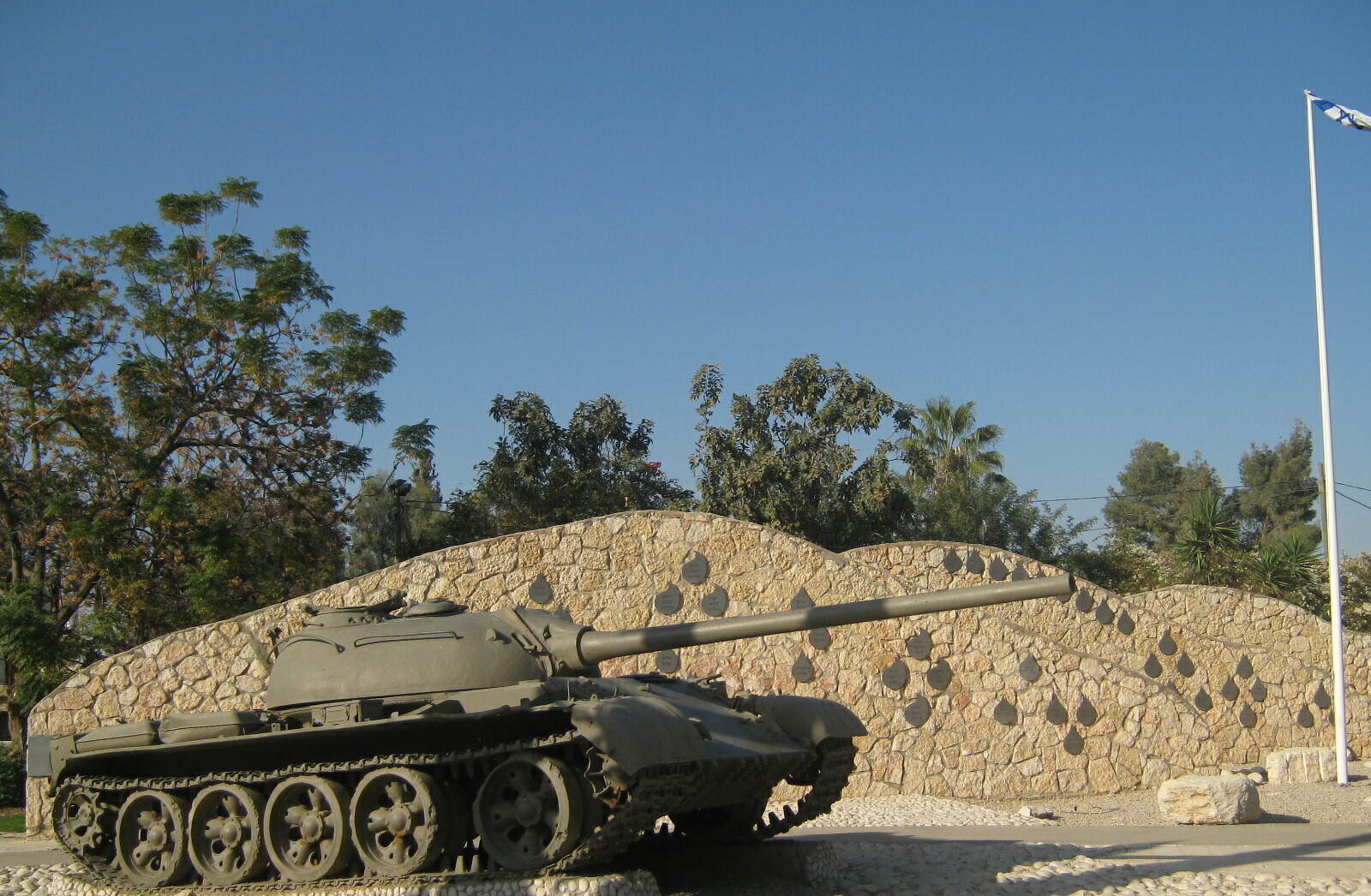
Monumentul tancului
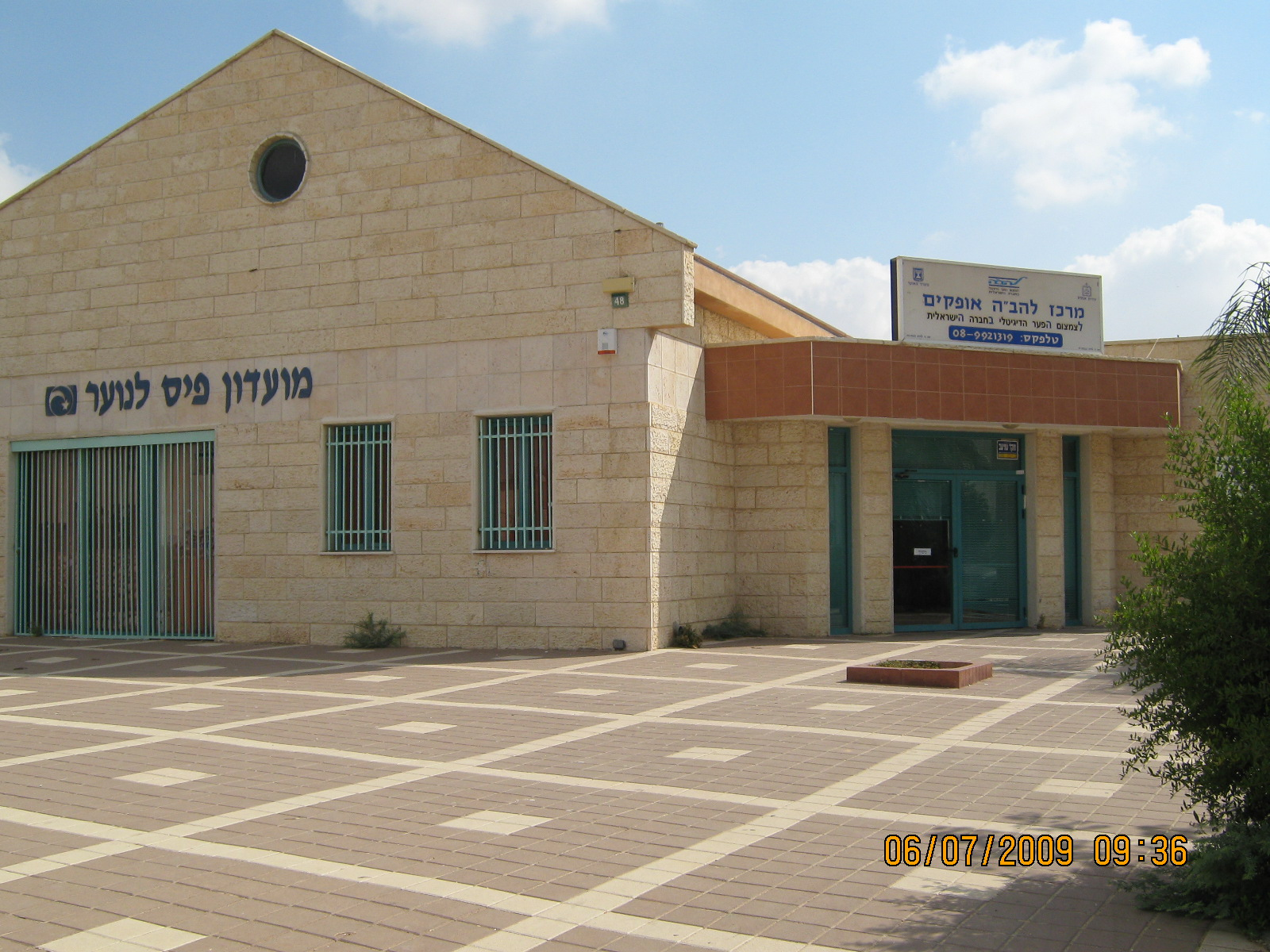
Centrul Lehava pentru încurajarea computerizării în Cartierul Mishor Haghefen
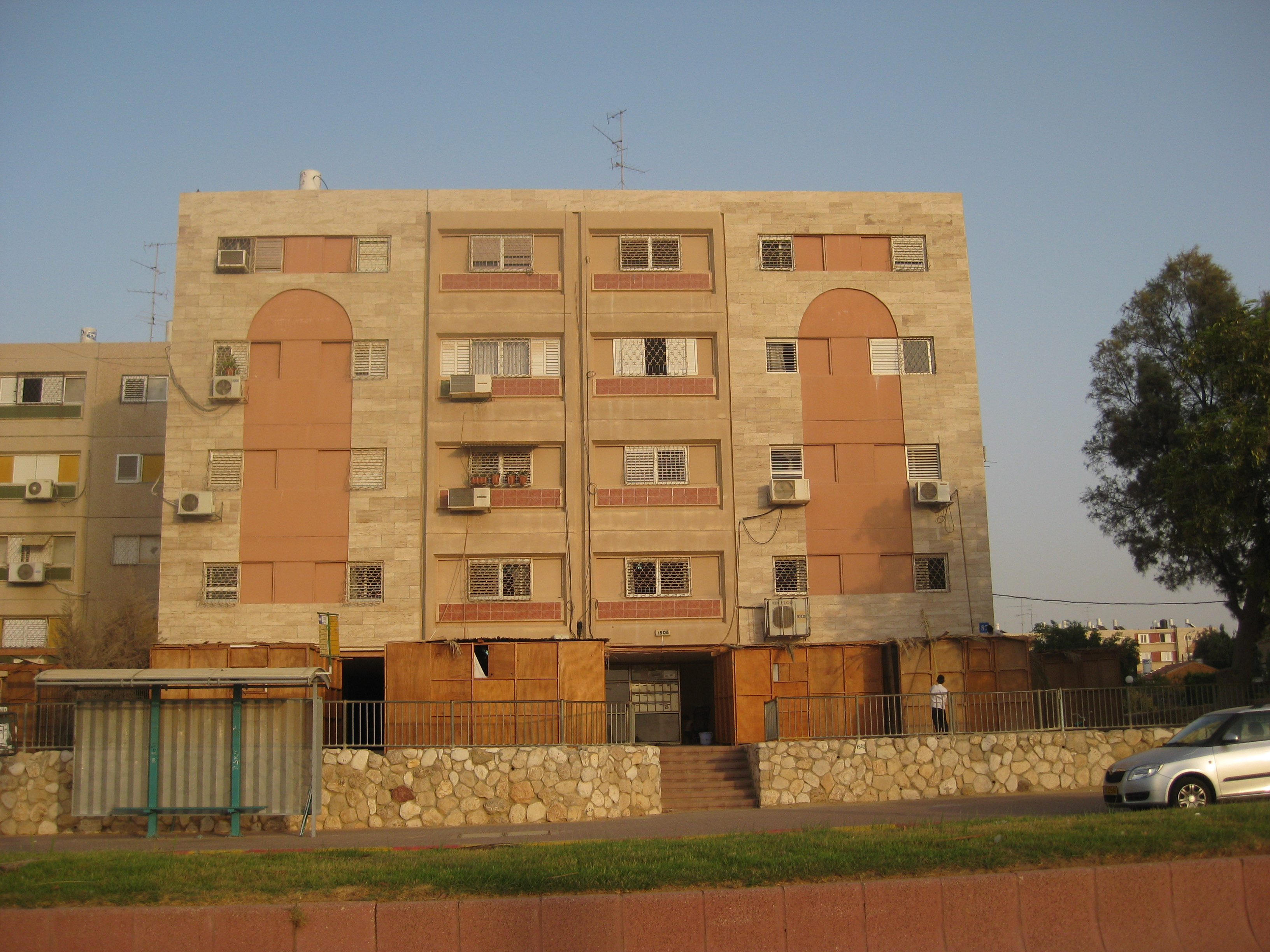
Blocuri de locuințe în cartierul Herzl